# がんばれゴエモン〜ネオ桃山幕府のおどり〜
『がんばれゴエモン〜ネオ桃山幕府のおどり〜』（がんばれゴエモン ネオももやまばくふのおどり）は、1997年8月7日にコナミより発売されたNINTENDO 64用アクションアドベンチャーゲーム。

## 概要
武器やジャンプを駆使して道中ステージや城ステージを攻略していくというシリーズの特徴はそのままに、シリーズ初の3Dアクションゲームとなった。
日本を舞台にした旧作の和風テイストを踏襲しつつ、3Dグラフィックによってより臨場感ある表現で世界観が形作られると共に、3Dならではの立体感溢れるアクションに加え、旧作で確立されたアクションアドベンチャーの要素も大きく取り込まれている。
本作の舞台は北海道と九州を除いた日本全土（九州は物語の途中で宇宙に浮きあがり、最終ステージとして登場するほか、中部・北陸は通過する程度でステージはない。北海道は登場自体しない）となる。各地の日本の名所・旧跡がイメージされており、旧作にみられた純和風の世界観と旅情感も意識されている。
従来作のキャラクターチェンジシステムを引き続き搭載しており、ゴエモン、エビス丸、サスケ、ヤエ、4人の能力の使い分けが攻略の鍵となる。プレイ開始直後からしばらくはゴエモンとエビス丸の2人を切り替えて進んでいき、シナリオを進行と共にヤエとサスケが順に仲間に加わる流れとなる。ゴエモンインパクトを呼んで巨大ロボと対戦する恒例の巨大メカ戦バトルもある。
本作では、劇中の音楽やCG劇に力が入れられている。オープニングテーマ「がんばれゴエモンのテーマ」には影山ヒロノブ、インパクト戦での挿入歌「おれはインパクト」には水木一郎といったアニメソング歌手を起用。最終戦前に流れる挿入歌「ゴージャス・マイ・ステージ」でもオペラ歌手の立花敏弘、太田悦世が歌唱している。
ストーリーは全編通してコメディー仕立てで、会話シーンではコミカルな台詞に合わせて笑い声（録音笑い）が挿入される。
データのセーブにコントローラパックが必要となっている。

## 物語
平和な大江戸はぐれ町。ゴエモンとエビス丸は飯屋で食事をしていたが、エビス丸が裸になって悪ふざけをしたため追い出されてしまう。そんな時、上空に突如、桃の形をしたUFOが現れ、さらに大江戸城へ向かって謎のビームを発射して洋風な城に作り変えてしまった。
殿様の頼みを受け犯人を捕まえるべく旅立った二人は道中、この異変を単身調査していたヤエとある事情から身動きできなくなっていたサスケを助け出して仲間に加え、事の首謀者であるミュージカルスター・春風弾神とマーガレット蘭子率いる謎の組織「ネオ桃山幕府」がもくろむ「日本全土舞台化計画」の野望を阻止すべく立ち向かうのであった。

## 登場人物

### プレイヤーキャラクター
ゴエモンとエビス丸は最初から使用可能で、ゲームを進めることでサスケとヤエがそれぞれ仲間に加わる。使用キャラクターはCボタンで随時変更することができる。それぞれ使用する武器や特殊能力が異なるため、プレイヤーチェンジをしないと先に進めない場面も存在する。
プレイヤーキャラクターの初期ライフ（体力）は5で、招き猫を取ると増えていく。残機数は初期の段階で2だが、大入り袋を取ると増える。回復アイテムがないときにライフが無くなる、障害物につぶされる等でミスとなって残機が減り、残機が無くなるとゲームオーバー。コンティニューは可能。なお、セーブ時には所持金と残機数も記録される。
メインウェポンには3段階のレベルがあり、道中のイベントでアップする。サブウェポンの強さはレベルに関係ないが、飛び道具は所持金を消費するため小判がないと使えない。また、今作では各キャラクターの特殊能力は道中のイベントで習得する。
ゴエモン
声 - 太田真一郎
主人公。はぐれ町に住む天下の義賊。城をヘンテコな形に作り変えてしまった犯人を捕まえて欲しいと殿様から頼まれ旅に出る。
- メインウェポン：キセル[4]
- サブウェポン1：チェーンキセル　チェーンで先端が伸びるキセルで遠距離に攻撃できる他[4]、卍マークの付いたブロックに引っ掛けて移動ができる。
- サブウェポン2：小判　溜め撃ち時は炎の小判となり威力が上昇し火を付けることができる[4]。
- 術：一触即発の術。10両消費して怒りを爆発させて重い鉄箱を動かせるようになる。さらにダメージ2倍のデメリットと引き換えに攻撃力2倍の効果を発揮する[4]。

エビス丸
声 - 緒方賢一
ゴエモンの相棒。いつの間にか江戸に住み着いた自称「正義の忍者」。今回のサブウェポンに手裏剣がない。
- メインウェポン：小槌[5]。
- サブウェポン1：ミートの小槌。敵を倒したときにでるアイテムが必ず団子になる[5]。
- サブウェポン2：からくりカメラ[5]。
- 術：ちびエビスンの術（小さくなって狭い場所を通れるようになる[5]）。

サスケ
声 - 堀絢子
物知り爺さんがこしらえたからくり忍者。爺さんの家が爆破された際に吹き飛ばされ電池が抜けてしまい、ゴエモンたちの手で無事に再起動し、事情を聞いて仲間に加わった。
- メインウェポン：くない[6]。
- サブウェポン1：花火爆弾[6]。
- サブウェポン2：極寒のくない　熱した床を冷やすことができる[6]。
- 術：飛行の術。高い位置まで飛ぶことができる[6]。

ヤエ
声 - 笠原留美
秘密特捜忍者のくノ一。ゴエモンたちにとってはお姉さん的存在。大江戸城での事件の調査中にゴエモンたちと再会し、目的が同じということで旅に同行する。今回はサスケより先に仲間になる。
- メインウェポン：刀。武器レベルがアップするとBボタンの長押し敵の攻撃を受け流す「剣シールド」が使用可能になる。使用中は移動不可。
- サブウェポン1：ヤエバズーカ（溜め撃ち時：ロックオンバズーカ[7]）
- サブウェポン2：小竜太の笛 。移動済みの町や村・茶店に自由に移動できる。屋外でのみ使用可[7]。
- 術：人魚へんげの術[7]。

ゴエモンインパクト
ほら貝によって呼び出される巨大からくり人形。高速移動の機能が直り、武器に新しく「んが砲」を加えて登場。コマンドを入力することでコンボ攻撃ができる。
前作『きらきら道中』での一件以降、ダンサーとして海外で活動を始めており、戦闘時は映画の撮影前や撮影途中で呼び出されている模様（インパクト戦終了後の会話参照）。しかし、そのことについて文句を言うことは無い。

### 敵キャラクター

#### ネオ桃山幕府
春風弾神（はるかぜだんしん）
声 - 山寺宏一
ネオ桃山幕府のボスの1人。桃山時代を舞台にしたミュージカルに感動して自身もミュージカルスターとなったものの、その情熱がどこをどう間違ったのか日本全土を自分の最高の舞台に改造するという野望を抱くようになり、物知り爺さんをギャルのグッズをちらつかせて誘拐（どちらかと言えばスカウト）して巨大からくりメカやインスタントステージビームを開発させ「日本全土舞台化計画」の野望を実行に移す。自分のイメージで勝手に人に名前をつける変な癖があり、ゴエモンをフェルナンデス、エビス丸をアントニオ呼ばわりした。
ミュージカル・スターとしての実力は本物で、終盤に完全制圧した九州の人々（特に女性陣）を自分たちの熱烈なファンにしてしまっており、踊りを見たエビス丸もファンになりかけてしまった。
ラストバトルでは蘭子と共に「愛と夢のフェアリー ド・エトワール」に搭乗するもゴエモンインパクトに敗れる。いずれ目的を達成するという捨て台詞を残すが、フェルナンデス呼ばわりされたゴエモンによる怒りの「んが砲」によって宇宙の彼方まで吹っ飛ばされ、文字通り「星（スター）」となった。
漫画版では当初は原作通りのキャラだったが、ミュージカル城でゴエモンたちと対峙した際は「お前ら生意気だ！　桃山幕府の2大スターをなんだと思ってやがる！」と怒りを露わにし、城を爆破することで観客諸共消し飛ばそうとした。
最終話では蘭子と共にド・エトワールを操作してインパクトを圧倒的な力で打ちのめし、見下した言動で勝ち誇る。しかし日本にいるゴエモンの仲間たちの声援によって逆転され、最期は爆発するド・エトワールと共に宇宙の闇に消え去った。
マーガレット・蘭子
声 - 三石琴乃
ネオ桃山幕府のボスの1人。一応弾神に手を貸しているが、本当は自分の出番ばかりを気にしている目立ちたがり屋。超一流ブランドにも目がない高飛車女でもある。一応ミュージカル・スターとしての実力はある。ゴエモンたちによって倒されたとき、「バカ」と連呼しながら弾神と共に宇宙の彼方に吹っ飛ばされた。
漫画版では弾神と同じくゴエモンたちに怒りを向けている。エトワール搭乗時は「舞台を邪魔したお礼をたっぷりしてあげるわ〜〜!!　そのロボット（インパクト）を引き裂いてね！」などサディスティックな台詞が見られた。
同様、生存の描写が無い。
バロン
声 - 山寺宏一
大江戸城に潜伏していたネオ桃山幕府四大幹部の1人。ざます言葉を使う。色は青。ゴエモンたちに他の四大幹部もオカマ呼ばわりされる（本編ではバロンとシャロンのみ）。さらに4人ともクルクル回りながら移動している。コンゴウとカシワギを自分のものとしている。
コロン
おもちゃ城に潜伏していたネオ桃山幕府四大幹部の1人。「でちゅう」と語尾をつけて話し、ゴエモンたちに邪魔されたくない場所を言ってしまった。色はピンク。ちびっ子たちに「モモヤマすぺしゃるダンス」をレッスンしていた。ダルマーニョの所有者である。
シャロン
てんぷる城に潜伏していたネオ桃山幕府四大幹部の1人。オカマっぽい口調で喋る。色は緑。てんぷる城のボス、ツラミの所有者である。
ポロン
サブマリン城に潜伏していたネオ桃山幕府四大幹部の1人。花魁言葉で話す。色は黒。ゴエモンたちを自分のファンだと思い込んだ。タイサンバ2の所有者である。

#### 中ボス
攻略する5つの内3つの城を守るからくりロボットである。
仁王ロボ コンゴウ
元々は大江戸城を守る完成途中の巨大な仁王像を模したロボットだったが、ネオ桃山幕府により改造された際にバロンの手によって頭部のみが操られ、ゴエモンたちに襲い掛かる。口から炎を吐いたり、首に当たる土台から4方向にレーザーを射出し、回転しながらレーザーを薙ぎ払って攻撃してくる。なお大江戸城の中に埋まった状態で格納されている為、コンゴウを倒す前は大江戸城の内部にコンゴウの胴体があり、腕のパーツが一部の道を塞ぎ通れなくなっている。モデルは金剛力士。
おてあげロボ ダルマーニョ
おもちゃ城最上階にいる、コロンが作り上げた手足のついたダルマ型ロボット。手の爪で切り裂く、大ジャンプして飛び掛かる、火力範囲の広い爆弾を投げるなどしてくる。エビス丸のからくりカメラを使うと全身が半透明になって弱点となる心臓が内部に映し出され、この状態で攻撃することでダメージを与えられる。モデルは達磨。
うらみロボ ツラミ
てんぷる城北寺最奥部で待ち構える、シャロンが作り上げた半透明の幽霊型ロボット。皿を投げて攻撃してくる。直接攻撃は効かないが、最後に飛んできた赤い皿を攻撃すると跳ね返ってダメージを与えられる。攻撃パターンは3段階あり、1回目は3回、2回目は5回ダメージを与えるごとに変化する。また、パターンが変わるごとに皿を投げるスピードが上がる上、3段階目で投げてきた皿は爆発するためダメージを受けやすい。皿を投げる前は直接体当たりする「こけおどし」で襲ってくるが、体が透明なのでダメージを受けることはなく、あくまでもプレイヤーに対するこけおどしに過ぎない。モデルはお菊。

#### インパクト戦ボス
戦国カブキロボ カシワギ
バロンが操縦する歌舞伎役者型のロボット。脚部が無く常に空中浮遊しているのが特徴で、「暫」の鎌倉権五郎の衣装をモチーフにした、素襖の袖型のウイングを展開する事で高速飛行形態にも変形する。
みわくのマーメイド タイサンバ2
後のシリーズへと続く、最初のタイサンバシリーズ。1号機が漫画で既に登場しているため、今作では2号機として登場している。前半は水上で潜航･浮上を繰り返すタイサンバ2と戦い、後半は水中戦に突入する。
モモヤマ大戦艦 バルベラ
桃の形をしたネオ桃山幕府の戦艦。ロボではなく戦艦であるため、からくりメカの中でも屈指の巨体を誇る。様々な武器を装備しているが、武器を全て破壊されると、小型機の発進しかできなくなる。装甲が1000とほかのボスに比べて少ないが、これは外装が固く、小型機発進時に外装を開いた時しか攻撃が通用しないためである。また相手が戦艦ゆえに接近することがなく必然的に遠距離戦となるため、チェーンキセル、小判、んが砲以外の攻撃は一切届かず、パンチなどの近距離攻撃は迎撃にしか使用できない。

ラストバトルの前哨戦として戦うこととなり、大破させると後述のド・エトワール戦へと移行する。
愛と夢のフェアリー ド・エトワール
本作のラストボス。弾神と蘭子が操縦するネオ桃山幕府の最後のからくりロボで、バルベラに格納されたコアユニットでもある。脚部は無く代わりに長い尻尾が付いている。バルベラを撃破後連戦となる。
漫画版では最終エピソードの敵として登場。肩書は「愛と勇気のフェアリー」となっている。最終ロボの名に恥じぬ強敵であり、インパクトを圧倒的なパワーとスピードで打ち倒して敗北寸前まで追い詰めた。その強さは開発者である物知りじじいには「インパクトは勝てないかもしれない」、直接戦ったゴエモンには「今まで戦った誰よりも強い」、分析したサスケには「パワーとスピードはインパクトどのを上回っている」と言わしめたほど。
ゴエモンたちは気絶してしまいトドメを刺されそうになるが、日本にいるゴエモンの仲間たちの声援によってゴエモンは意識を取り戻す。エトワールは流星を降らせる「スターダストレイン」で勝負を付けようとするが、流星に遮られて見えないため、んが砲を撃たれたことに気づかなかった。
んが砲を受け止めるもそれによって動きが止まり、最後はインパクトのパンチによって撃破された。

### その他の人物
殿様
声 - 茶風林
大江戸城の殿様。毎回トラブルに巻き込まれている。城を乗っ取られたのもこれで3回目。
モデルは江戸城の城主であって江戸幕府初代将軍だった徳川家康。
ゆき姫
声 - 三石琴乃
同じく毎回トラブルに巻き込まれる、大江戸城のお姫様。改造された大江戸城に幽閉されていたが、ゴエモンたちの活躍で解放され、殿様と一緒にゴエモンの長屋に居候する。また、この際に庶民の暮らしに活気があると満足していた。
モデルは徳川家康の正室だった築山殿。
モクベイ
UFOマニアであり、キセル職人。かつてはゴエモンの長屋に住んでいたが、修行のために富士山の内部へ移り住んだ。弟は陸奥のおまつり村に住んでいる。
ベンケイ
山城の五条大橋を通せん坊している男で珍しい物を集めるコレクター。脛が弱い。なきどコロが弱点。モデルは武蔵坊弁慶。
ウシワカ
川で釣竿を持った自称「天下の美少年剣士」。関西弁で喋る。なきどコロと引き換えにゴエモンたちに魚を取ってこさせた。モデルは幼少期の源義経（牛若丸）。
子竜太
大江戸ツーリスト淡路店でアルバイトをしているゴエモンの知り合いの竜神の子。コントロールマシーンに操られていた。
罪滅ぼしとして一行の足代わりとなるべく、コリュウタの笛を託してくれる。
おみっちゃん
おなじみはぐれ町のアイドル。本名はおみつ。アルバイトをしているお団子屋がグルメ雑誌に紹介されたことで出前の注文が増え、九州までの出前を無傷でやってのけた。しかしそれが原因で今回の騒動に巻き込まれてしまう羽目になった。ただ、九州が宇宙へと飛んでいったときは、「ちょっとビックリしちゃったけど大丈夫よ。」と無事の様子。
キハチ
ざぜん町のまんなか池に住むカッパ。ベンケイと同じく珍しい物を集めるコレクター。きゅうりが大好き。
物知り爺さん
おなじみの伊賀に住む自称「天才からくり発明家」。サスケのミスで家が爆破されるが、その前にネオ桃山幕府に誘拐されていたので無事だったものの、スケベ心に抗えずバニーガールのポスターとピチピチギャルの本5冊に釣られてダンシンたちの片棒を担いでしまった。
何故か宇宙に行く方法やそのアイテムの持ち主などを知っていたが、理由を「物知りだから」の一言で片づけている。
イタコ婆さん
恐山に住むいたこ。年齢は120歳以上。霊を呼び出す代金は300両。ノリノリの英語を発して霊を呼び出す。
プラズマおやぢ
声 - 緒方賢一
占い師。お金を払えば次になすべきことを教えてくれる。

## 主題歌
OP曲「がんばれゴエモンのテーマ」
作詞・作曲・編曲 - ゴエモン制作委員会 / 歌 - 影山ヒロノブ
挿入歌「俺はインパクト!」
作詞・作曲・編曲 - ゴエモン制作委員会 / 歌 - 水木一郎
コーラス - 大島みどり、井端珠里、青藪礼子、岩田佳保里、豊永利行、笹川謙、有山勇輝
挿入歌「ゴージャス・マイ・ステージ」
作詞・作曲・編曲 - ゴエモン制作委員会 / 歌 - 立花敏弘、太田悦世

## 主なスタッフ
- チーフディレクター - 蛭子悦延
- プランナー - 汾陽桂太、山内円
- シナリオ - 汾陽桂太
- プログラムディレクター - 蛭子悦延
- システムプログラム - 山口誠
- デザインディレクター - 山内円
- サウンドディレクター - 冨田朋也
- サウンドエフェクト - 柏崎歩
- コンポーザー - 荒木茂、加藤祐介、三木彩子、北川保昌
- サウンドプロデューサー - 上原和彦
- プロデューサー - 梅崎重治
- エグゼクティブプロデューサー - 樹下國昭
- 制作 - ゴエモン制作委員会